# UK Albums Chart
UK Albums Chart je hitparáda nejprodávanějších hudebních desek na území Velké Británie. Žebříček sestavuje každý týden The Official UK Charts Company a zveřejňuje magazín Music Week. 
Existují různé verze, například Top 40, Top 75, Top 100, Top 200.